# حسين شكر الفلوجي
حسين شكر حميد الفلوجي، هو سياسي عراقي مستقل، عضو مجلس النواب العراقي في دورته الأولى للفترة من 2006 ولغاية 2010، حاصل على شهادة البكالوريوس قانون – جامعة بغداد، عضو مستشار في لجنة كتابة الدستور لعام 2005 وعضو لجنة مراجعة الدستور لعام 2006 ممثلا عن العرب السنة، عضو لجنة شكاوى المواطنين في مجلس النواب، عضو جمعية حقوق الإنسان في العراق للفترة من عام 1996 ولغاية عام 2000، عضو نقابة المحامين في العراق، مؤسس ورئيس مجلس إدارة وكالة الصحافة المستقلة.

## نشأته
ولد حسين الفلوجي في العاصمة العراقية بغداد سنة 1967 في منطقة العامرية، حيث نشأته الأولى وبعدالتحاقه في مدرسة البيادر والصمود ليبقى فيها إلى أن تخرج من المرحلة الابتدائية.
في عام 1982 استشهد والده في الحرب مع إيران ليقرر على اثر ذلك الحادث المؤلم ترك الدراسة وهو في الصف الثاني متوسط ولمدة ثلاث سنوات ليتوجه بعد ذلك لممارسة الأعمال الحرة لتشكل تلك السنوات بداية الاعتماد على الذات ومحاولة فهم الحياة بعيدا عن رعاية والده.
في عام 1985 قرر العودة إلى صفوف الدراسة وهو في الصف الثاني المتوسط في مدرسة ضرار ابن الازور لينهي تلك السنة الدراسية وبتفوق بعد اعفاءه من جميع الدروس في تلك السنة.
في عام 1986 حدث مالم يكن في الحسبان وحيث أن العراق كان لا يزال يعيش اجواء الحرب الطاحنة مع إيران، حيث صدور قرار لمجلس قيادة الثورة والذي يلزم الطلبة الذين دخلت مواليدهم الخدمة العسكرية ولم يتجاوز الصف الثالث متوسط بالالتحاق بالخدمة العسكرية الإلزامية، وبالفعل وعلى اثر هذا القرار تم تسويقه إلى الخدمة العسكرية نهاية عام 1986، لتبداء فصول جديدة من المعاناة رافقها شعور بالظلم وطيلة تلك السنين.

## الحرب العراقية الإيرانية
على اثر قرار تسويقه لإداء الخدمة الإلزامية والتحاقه في صفوف الجيش العراقي النظامي تنقل بين العديد من الوحدات الفعالة للفترة الممتدة من نهاية عام 1986 ولغاية انتهاء الحرب 1988، ليكتسب العديد من المهارات والخبرة الميدانية والإدارية والقتالية، ففي بداية التحاقه دخل معسكر تدريب ولمدة شهر تلقى القواعد الأساسية في الخدمة العسكرية.
بعد فترة التحق بدورة المغاوير في مقر اللواء التاسع الخاص قاطع بدرة وجصان – مهران، ليبقى فترة قرابة السنة في سرية مغاوير اللواء وإلى ان تمت اصابته أصابه الزمته الفراش والمستشفى قرابة 6 أشهر، عاش خلالها معاناة مع الإصابة كادت أن تفقده الحركة شبه التامة في يده اليمنى.
بعد الشفاء من الإصابة ومعاودة الالتحاق في ذات اللواء تم تعينه كإداري في اللواء، حيث اكتسب خبرة في تفاصيل العمل الإداري وقواعد الحركات وأسلوب المخاطبات واليات التعامل مع المراجع العليا.
عام 1988 عام انتهاء الحرب مع إيران حيث ظل مرابطا وخلال ثلاثة الأشهر الأخيرة من أيام الحرب.

## حرب الخليج الثانية
بعد قرار القيادة العراقية باحتلال الكويت وضمها بالقوة إلى العراق، كان قد التحق بإحدى كتائب مقاومة الطائرات، حيث كانت البطارية الأولى متجحفلة لحماية كتيبة الإنذار والسيطرة الخامسة من على الحدود العراقية السعودية. ظل طيلة أيام الحرب وإلى حين وقف إطلاق النار وانسحاب الجيش العراقي من الكويت، حيث عاش الألم ومآسي ووحشة الانكسار وذاق طعم الهزيمة وبكل تفاصيلها، ليسدل الستار على سنوات عجاف وقاسية وبمرارة، اكسبته خبرة كبيرة وفي أكثر من مجال.
بعد هزيمة الجيش العراقية وانسحابه من الكويت والبدء بإجراءات إعادة تقيم الموقف وإعادة هيكلة القوات المسلحة وتقليص اعدادها، وفي بداية العام 1991 صدر قرار للقيادة العراقية بالسماح للجنود ممن يرغبون بالدراسة المسائية المعاودة لصفوفهم والتي كانوا قد تركوا منها.
في منتصف العام الدراسي 1991 – 1992 اعيد إلى الصف الثالث متوسط في إعدادية أبي غريب المسائية، وأثناء بقاءه في الخدمة العسكرية اكمل الامتحان للبكالوريا للصف الثالث متوسط ومن الدور الأول ليبدا فصل جديد من حياته ملئه التفاؤل والامل والبحث عن مستقبل مشرق بين تلك الأحداث العجاف.
نهاية عام 1992 تسرح من صفوف الجيش العراقي بصفة جندي احتياط من كتيبة مقاومة الطائرات التي كانت من واجباتها حماية معسكر اشرف في ديالى.
بعد أن تسرح من صفوف الجيش العراقي استمر بالدراسة حيث التحق في إعدادية الكاظمية المسائية لاستكمال الدراسة الإعدادية للصف الرابع والخامس إعدادي، لا ينتقل بعد ذلك إلى إعدادية أبي غريب الصباحية لاستكمال دراسة السادس ادبي، وفي هذه السنة واجهته ظروف صعبة دفعته إلى تأجيل الدراسة لسنة وإلى حين دفع ذلك الظرف الصعب، وبالفعل وبعد اقل من سنة انجلت تلك الظروف ليعاوده الدراسة في الصف السادس الأدبي ولينجح ومن الدور الأول.

## الالتحاق بكلية القانون جامعة بغداد
في هذه الأثناء وبعد تخرجه من السادس الأدبي وحيث كانت توجهاته منصبة نحو الالتحاق بكلية العلوم السياسية، لكنه وباللحظات الأخيرة نصحه أحد الأصدقاء بأن يفكر بالالتحاق بكلية القانون وبالفعل حدث المتغير الجديد الا وهو الالتحاق بكلية القانون جامعة بغداد.